# Elektorat Saksonii
Elektorat Saksonii (niem. Kurfürstentum Sachsen lub Kursachsen), czasem nazywany Górną Saksonią – niezależny elektorat Świętego Cesarstwa Rzymskiego; utworzony przez cesarza Karola IV na mocy wydanej w 1356 roku Złotej Bulli, która podniosła księstwo Saksonii-Wittenberg do rangi jednego ze świeckich elektoratów.

## Historia
Po wygaśnięciu dynastii askańskiej w 1423, Elektorat Saksonii został nadany jako lenno margrabiom Miśni z dynastii Wettynów, którzy przenieśli swoją siedzibę nad Łabę, do Drezna.
Powstało silne państwo, obejmujące Saksonię, Turyngię oraz Saksonię-Anhalt, którego władcy byli elektorami. Mimo że państwo znajdowało się dość daleko od centrum dawnej Saksonii było ono zwane Górną Saksonią, a z czasem po prostu Saksonią.
W 1485 roku dynastia Wettynów podzieliła się na dwie linie – ernestyńską, która zachowała prawa elektorskie, i albertyńską. Spowodowało to oddzielenie obecnej Turyngii od reszty państwa. Mimo to znaczenie rządzonej przez linię albertyńską zmniejszonej Saksonii wzrosło, zwłaszcza po odzyskaniu w 1547 roku praw elektorskich. Po zawarciu pokoju w Pradze (1635) Saksonia została powiększona o Łużyce nadane jako dziedziczne lenno Wettynów, co potwierdził pokój westfalski (1648).
W latach 1697–1763 z przerwami w latach 1704–1709 i 1733–1736 kraj pozostawał w unii personalnej z Rzeczpospolitą Obojga Narodów. W polskiej historiografii okres tej unii nazywa się czasami saskimi.
W XVIII wieku Saksonia była ważnym ośrodkiem kulturowym, ale została spustoszona w wyniku wojen, m.in. wojny północnej i siedmioletniej.
Po upadku Cesarstwa w 1806 roku, Wettynowie przyjęli tytuł królów Saksonii.

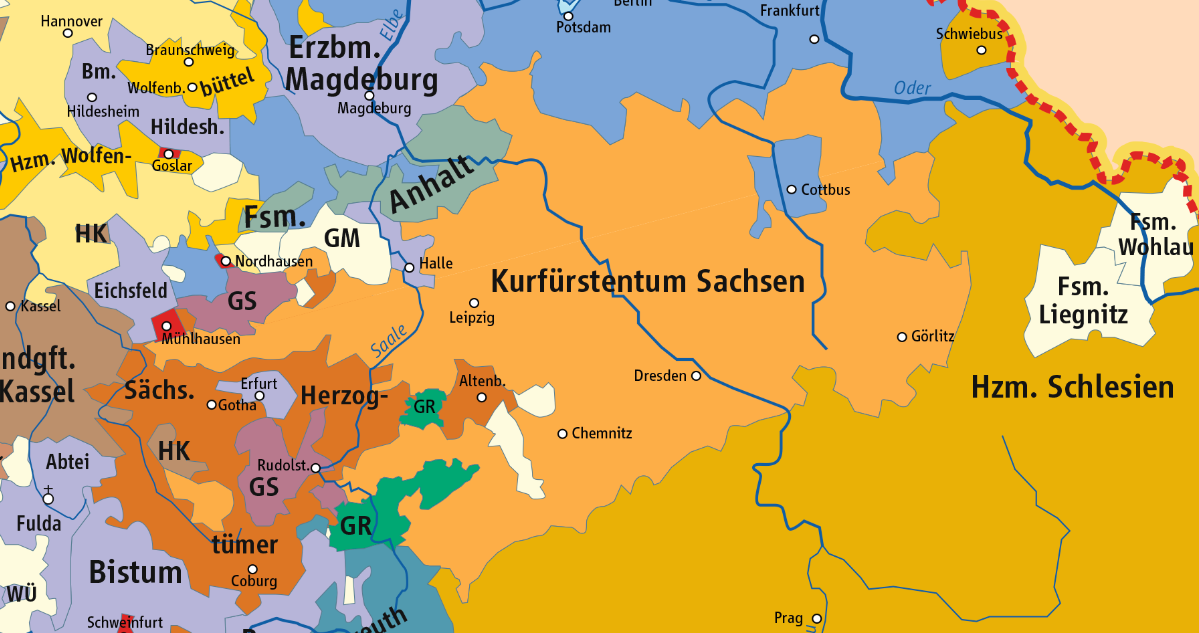
Elektorat Saksonii, 1648